# Phoebe glaucophylla
Phoebe glaucophylla är en lagerväxtart som beskrevs av Hsi Wen Li. Phoebe glaucophylla ingår i släktet Phoebe och familjen lagerväxter. Inga underarter finns listade i Catalogue of Life.